# Mais (album)
Pour les articles homonymes, voir Mais.
Albums de Marisa Monte
Marisa Monte
(1989) Verde, Anil, Amarelo, Cor-de-Rosa e Carvão
(1994)
Mais est le deuxième album de la chanteuse brésilienne Marisa Monte, sorti en 1991.

## Liste des chansons
| No  | Titre                 | Durée |
| --- | --------------------- | ----- |
| 1.  | Beija Eu              |       |
| 2.  | Volte para o Seu Lar  |       |
| 3.  | Ainda Lembro          |       |
| 4.  | De Noite Na Cama      |       |
| 5.  | Rosa                  |       |
| 6.  | Borboleta             |       |
| 7.  | Ensaboa               |       |
| 8.  | Eu Não Sou Da Sua Rua |       |
| 9.  | Diariamente           |       |
| 10. | Eu Sei (Na Mira)      |       |
| 11. | Tudo Pela Metade      |       |
| 12. | Mustapha              |       |